# Хохлов Юрій Миколайович
Юрій Миколайович Хохлов (2 лютого 1922, Торжок, Тверської губернії — 2 липня 2010, Москва) — російський музикознавець. Доктор мистецтвознавства. Ініціатор створення й перший голова російського Шубертівського товариства.

## Біографія
- 1951 — Закінчив Московську консерваторію (клас Р. І. Грубера і В.Цуккермана).
- 1954 — Закінчив аспірантуру при Московській консерваторії (клас Р. І. Грубера).
- 1955 — Редактор книжкових видань Музфонда.
- З 1955 — Член Спілки композиторів СРСР.
- 1956—1966 — Старший редактор Книжкової редакції видавництва «Музгіз».
- З 1967—1976 — Старший науковий редактор видавництва «Радянська енциклопедія». Заступник головного редактора «Музичної енциклопедії».
- 1978 — обраний почесним членом Міжнародного Шубертівского інституту (Відень)
- З 1982 — Старший (провідний) науковий співробітник Відділу класичного мистецтва Заходу Всесоюзного інституту історії мистецтв (= Російського державного інституту мистецтвознавства).
- 1994—2001 — голова російського Шубертівського товариства (з 2002 — почесний голова і художній керівник).

## Основні праці

### Книги
- Хохлов Ю. Н. Фортепианные концерты Ференца Листа. — М., 1953. 2-е доп. изд. — М., 1960.
- Хохлов Ю. Н. Советский скрипичный концерт. — М., 1956.
- Хохлов Ю. Н. Оркестровые сюиты Чайковского. М., 1961.
- Хохлов Ю. Н. О музыкальной программности. — М., 1963.
- Хохлов Ю. Н. «Зимний путь» Франца Шуберта. — М., 1967.
- Хохлов Ю. Н. О последнем периоде творчества Шуберта. — М., 1968.
- Хохлов Ю. Н. Шуберт. Некоторые проблемы творческой биографии. — М., 1972.
- Хохлов Ю. Н. Франц Шуберт. Жизнь и творчество в материалах и документах. — М., 1978.
- Хохлов Ю. Н. Песни Шуберта: Черты стиля. — М.: Музыка, 1987. — 302 с., нот.
- Хохлов Ю. Н. Строфическая песня и ее развитие от Глюка к Шуберту. — М.: Эдиториал УРСС, 1997.
- Хохлов Ю. Н. Фортепианные сонаты Франца Шуберта. — Москва: Эдиториал УРСС, 1998. ISBN 5-901006-55-0
- Хохлов Ю. Н. «Прекрасная мельничиха» Франца Шуберта. — М.: Эдиториал УРСС, 2002. ISBN 5-354-00104-8
- Хохлов Ю. Н. Репризная и сквозная песня в немецкой и австрийской музыке конца XVIII — начала XIX века. М.: Композитор, 2009.

### Упорядницькі та редакторські праці
Ю. Н. Хохлов — заступник головного редактора «Музчної енциклопедії» (М., 1975—1982), Музичного енциклопедичного словника (М., 1991).
- Жизнь Франца Шуберта в документах / Сост. Ю. Н. Хохлов. — М., 1963.
- Воспоминания о Франце Шуберте / Сост., перевод, предисл. и примеч. Ю. Н. Хохлова. М., 1964.
- Шуберт. Ф. Избранные песни для голоса с фортепиано в 6-ти томах / Составление и редакция Ю. Н. Хохлова. — М.: Музыка, 1975—1980.
- Русско-немецкие музыкальные связи /Ред.-сост. И. И. Никольская, Ю. Н. Хохлов. — М., 1996.
- Франц Шуберт: переписка, записи, дневники, стихотворения / Сост. Ю. Н. Хохлов. — М.: Эдиториал УРСС, 2005.
- Франц Шуберт и русская музыкальная культура / Отв. ред. Ю. Н. Хохлов. — М., 2009. ISBN 978-5-89598-219-8